# Magician's・Academy
Magician's・Academy (まじしゃんず・あかでみい) là một loạt light novel được viết bởi Sakaki Ichirō và minh họa bởi Blade. Enterbrain đã phát hành thẳng thành các tập chứ không đăng trên tạp chí với nhãn Famitsu Bunko.
Bộ tiểu thuyến này sau đó đã được chuyển thể thành các loại hình truyền thông khác như manga, anime, trò chơi... Bộ manga đầu tiên được thực hiện bởi Sakaki Ichirō và Blade đã đăng trên tạp chí dành cho shōnen là Magi-Cu của Enterbrain trong năm 2006. Một bộ manga khác được thực hiện bởi Nakao Hitomi đã đăng trên tạp chí dành cho seinen là Monthly Comic Alive của Media Factory từ ngày 27 tháng 2 năm 2008. Sau bộ light novel đầu thúc thì một bộ light novel khác trong loạt với cùng bối cảnh nhưng có cốt truyện và nhân vật khác bắt đã được thực hiện là Makademikkusu (まかでみックス) và cũng đã hoàn tất việc xuất bản.

## Tổng quan

### Sơ lược cốt truyện
Cốt truyện kể về cuộc sống của một học sinh nam tên Hasegawa Takuto trong trường dạy ma thuật cậu đã triệu tập được một cô gái tên Tanarotte có sức mạnh rất cao có thể hủy diệt tất cả mọi thứ nhưng hoàn toàn trung thành với anh ta. Sau khi kết thúc bài kiểm tra về khả năng triệu tập thì cuộc sống của Takuto trong trường không còn như bình thường nữa vì Tanarotte luôn ở bên anh ta và cả hai cùng những người bạn của mình bắt đầu cuộc sống với nhiều cuộc phiêu lưu trong các khu vực trong trường mà ít người biết tới, vì sức mạnh kỳ lạ của Tanarotte cùng kỹ năng mọi người luôn có thể giải quyết được nhiều vấn đề mà trước đó không thể.

## Truyền thông

### Light novel
Loạt light novel được viết bởi Sakaki Ichirō và minh họa bởi Blade. Enterbrain đã phát hành bộ chính thẳng thành các bunkobon chứ không đăng trên tạp chí từ ngày 24 tháng 1 năm 2003 đến ngày 30 tháng 8 năm 2007. Với tổng cộng 9 tập được phát hành.
Song song với việc phát hành bộ chính thì một bộ có tên Macademi・Radical (まかでみ・らでぃかる) đã được phát hành. Đây là bộ tổng hợp các mẫu truyện ngắn xoay quanh bộ chính. Bộ này cũng được phát hành thẳng thành các tập từ ngày 20 tháng 7 năm 2004 đến ngày 29 tháng 9 năm 2008 với 7 tập.
Một bộ ngoại truyện lấy cùng bối cảnh nhưng có cốt truyện và nhân vật khác được thực hiện là Makademikkusu (まかでみックス). Bộ này cũng đã hoàn tất việc xuất bản với 9 tập phát hành từ ngày 11 tháng 6 năm 2008 đến ngày 30 tháng 7 năm 2011.

### Manga
Bộ manga đầu tiên được thực hiện bởi Sakaki Ichirō và Blade đã đăng trên tạp chí dành cho shōnen là Magi-Cu của Enterbrain trong năm 2006 sau đó được phát hành thành 1 tập tankōbon. Bộ này bám theo cốt truyện gốc, nếu như thông thường với một tác phẩm bị xén khá nhiều làm độc giả chẳng hiểu mình đang đọc cái gì nếu như chưa đọc tác phẩm gốc thì bộ manga này lại có cách để làm người chưa từng xem tác phẩm gốc hiểu được các sự kiện đang diễn ra.
Một bộ manga khác được thực hiện bởi Nakao Hitomi đã đăng trên tạp chí dành cho seinen là Monthly Comic Alive của Media Factory từ ngày 6 năm 2008. Bộ manga này dựa theo cốt truyện của bộ anime nhưng lại cắt xén khá nhiều. Các chương sau đó đã được tập hợp lại và phát hành thành 3 tankōbon.

### Trò chơi
Một trò chơi nhập vai với bút và viết đã được phát triển có tên Magician's Academy RPG (まじしゃんず・あかでみいRPG). Enterbrain đã phát hành trò chơi này với nhãn hiệu Famitsu Bunko vào tháng 12 năm 2008. Luật chơi dựa theo luật cơ bản là Standard RPG System (SRS) do công ty Far East Amusement Research (F.E.A.R.) nghiên cứu phát triển để dùng cho các trò chơi dạng này tại Nhật Bản nhưng cũng có một số cải tiến. Người chơi sẽ điều khiển nhân vật của mình giải quyết nhiều vấn đề khác nhau, phát triển mối quan hệ với các nhân vật khác nhau. Các nhân vật xuất hiện trong tác phẩm chính cũng xuất hiện trong trò chơi với vai trò là nhân vật không chơi được.

### Trò chơi điện tử
Nó cũng đã được chuyển thể thành game với thể loại là Moe Simulation RPG dành cho hệ PlayStation 2 phát hành và ngày 07 tháng 6 năm 2007 với xếp loại là dành cho mọi lứa tuổi. Trò chơi giống như bản nối tiếp của bộ Macademi・Radical với đầy đủ các nhân vật xuất hiện trong bộ này cho đến tập 4 nhưng các nhân vật trong thế giới bình thường thì hầu hết không xuất hiện cũng như một số nhân vật chỉ được nhắc đến qua một số đoạn đối thoại ngắn.

### Internet radio
Một chương trình phát thanh trên mạng có tựa Ui to Yukari no Macademi ☆ Radio (羽衣と裕佳梨のまかでみ☆RADIO) đã được thực hiện và phát sóng từ ngày 05 tháng 9 đến ngày 26 tháng 12 năm 2008 trên trang Anista.tv để giới thiệu và hỗ trợ cho bộ anime với tổng cộng 17 chương trình. Người dẫn chương trình là hai nhân vật Falcé và Hasegawa Suzuho.

### Anime
Chuyển thể anime của Macademi・WAsshoi! (まかでみ・WAっしょい!) cũng đã được thực hiện bởi Zexcs và đã phát sóng tại Nhật Bản từ ngày 05 tháng 10 năm 2008 đến ngày 21 tháng 12 năm 2009 với 12 tập.

### Âm nhạc
Bộ anime có ba bài hát chủ đề, một mở đầu và hai kết thúc. Bài hát mở đầu có tên M☆O☆S☆O Ranbu (M☆O☆S☆O乱舞) do nhóm ＭＡ・ｃｈｕ・ＲＩ trình bày, đĩa đơn chứa bài hát đã phát hành vào ngày 05 tháng 11 năm 2008. Bài hát kết thúc có tên Pastel (パステル) do Murata Ayumi trình bày dùng trong hầu hết các tập của bộ anime, đĩa đơn chứa bài hát cũng đã phát hành vào ngày 05 tháng 11 năm 2008 với hai phiên bản giới hạn và bình thường, phiên bản giới hạn có đính kèm một đĩa chứa đoạn phim trình bày nhạc phẩm. Bài hát kết thúc thứ hai có tên Miwaku no La Vie en Rose (魅惑のラヴィアンローズ) do MIKA trình bày đã được dùng cho tập 5, bài hát này đã phát hành chung trong album chứa các bản nhạc dùng trong bộ anime phát hành vào ngày 28 tháng 1 năm 2009 cũng như trong bộ đĩa nhạc chứa các bài hát phụ.
Một bộ gồm 5 đĩa chứa các bài hát phụ trong bộ anime do các nhân vật trình bày đã phát hành từ ngày 26 tháng 11 đến ngày 03 tháng 12 năm 2008. Các đĩa này ngoài bài hát phụ thì còn có các đoạn drama và trò chuyện với các nhân vật.
| M☆O☆S☆O Ranbu (M☆O☆S☆O乱舞) | M☆O☆S☆O Ranbu (M☆O☆S☆O乱舞)                                                            | M☆O☆S☆O Ranbu (M☆O☆S☆O乱舞) |
| STT                         | Nhan đề                                                                                | Thời lượng                  |
| --------------------------- | -------------------------------------------------------------------------------------- | --------------------------- |
| 1.                          | "M☆O☆S☆O Ranbu (Ｍ☆Ｏ☆Ｓ☆Ｏ乱舞)"                                                      | 3:52                        |
| 2.                          | "M☆O☆S☆O Ranbu (Tanarot no Baai) (Ｍ☆Ｏ☆Ｓ☆Ｏ乱舞(タナロットの場合))"                  | 3:52                        |
| 3.                          | "M☆O☆S☆O Ranbu (Suzuho no Baai) (Ｍ☆Ｏ☆Ｓ☆Ｏ乱舞(鈴穂の場合))"                         | 3:52                        |
| 4.                          | "M☆O☆S☆O Ranbu (Falce no Baai) (Ｍ☆Ｏ☆Ｓ☆Ｏ乱舞(ファルチェの場合))"                    | 3:52                        |
| 5.                          | "Minna de Utaeru! M☆O☆S☆O Ranbu (Karaoke) (みんなで歌える！Ｍ☆Ｏ☆Ｓ☆Ｏ乱舞(カラオケ))" | 3:52                        |
| Tổng thời lượng:            | Tổng thời lượng:                                                                       | 19:20                       |

| Pastel (パステル) | Pastel (パステル)                                | Pastel (パステル) |
| STT               | Nhan đề                                          | Thời lượng        |
| ----------------- | ------------------------------------------------ | ----------------- |
| 1.                | "Pastel (パステル)"                              | 3:48              |
| 2.                | "KOCHIA"                                         | 4:46              |
| 3.                | "Pastel (instrumental) (パステル(Instrumental))" | 3:46              |
| 4.                | "KOCHIA (instrumental)"                          | 4:46              |
| Tổng thời lượng:  | Tổng thời lượng:                                 | 17:06             |

| TV Anime "Macademi・WAsshoi!" Kyuukyoku Gekihan Ongakushuu (TVアニメ「まかでみ・WAっしょい!」究極劇伴音楽集) | TV Anime "Macademi・WAsshoi!" Kyuukyoku Gekihan Ongakushuu (TVアニメ「まかでみ・WAっしょい!」究極劇伴音楽集) | TV Anime "Macademi・WAsshoi!" Kyuukyoku Gekihan Ongakushuu (TVアニメ「まかでみ・WAっしょい!」究極劇伴音楽集) |
| STT | Nhan đề | Thời lượng                                                                                                   |
| --- | --- | --- |
| 1. | "Kaze wa Yasashiku (風はやさしく)"                                                                           | 2:38 |
| 2. | "Hirusagari (昼下がり)"                                                                                      | 1:55 |
| 3. | "Sonna Konna de (そんなこんなで)"                                                                            | 2:10 |
| 4. | "Comical ACT 1 (コミカルACT 1)"                                                                              | 1:12 |
| 5. | "Tuneless"                                                                                                   | 1:12 |
| 6. | "Frolic" | 1:49 |
| 7. | "Comical ACT 2 (コミカルACT 2)"                                                                              | 1:44 |
| 8. | "Dance in Ranch"                                                                                             | 1:23 |
| 9. | "Doushiyou? (どうしよう？)"                                                                                  | 2:39 |
| 10. | "Inept BOSS"                                                                                                 | 1:51 |
| 11. | "Saihou Kagura (西方神楽)"                                                                                   | 1:46 |
| 12. | "Utatane (うたた音)"                                                                                         | 2:21 |
| 13. | "Muku na Omoi (無垢な想い)"                                                                                  | 1:21 |
| 14. | "Oldie Love"                                                                                                 | 2:05 |
| 15. | "Hidamari zZ (日だまりzZ)"                                                                                   | 2:01 |
| 16. | "Single・Loop (シングル・ループ)"                                                                            | 1:14 |
| 17. | "Shoukyuushi (小休止)"                                                                                       | 0:07 |
| 18. | "Chishiki no Izumi (知識の泉)"                                                                               | 1:26 |
| 19. | "Knowing MAGI"                                                                                               | 1:19 |
| 20. | "Paranoid*Contagion"                                                                                         | 1:16 |
| 21. | "Kurenai Hebi (紅い蛇)"                                                                                      | 2:00 |
| 22. | "Stone Tone"                                                                                                 | 1:18 |
| 23. | "Love&Peace!"                                                                                                | 1:14 |
| 24. | "Shinobiyoru Kage (忍び寄る影)"                                                                              | 1:06 |
| 25. | "Fukai Kiri he (深い霧へ)"                                                                                   | 1:40 |
| 26. | "Ginen ni Dakare (疑念に抱かれ)"                                                                             | 1:08 |
| 27. | "Natsu no Senka (夏の戦渦)"                                                                                  | 1:56 |
| 28. | "Shouran no Shindatsusha (宵藍の侵奪者)"                                                                     | 1:43 |
| 29. | "Hisomishi Yami (潜みし闇)"                                                                                  | 2:06 |
| 30. | "Kiwameshi Mono he no Ousen (究めし者への鏖戦)"                                                              | 2:39 |
| 31. | "Shinjitsu no Mon (真実の門)"                                                                                | 1:55 |
| 32. | "Emergency"                                                                                                  | 1:51 |
| 33. | "cloWn claW"                                                                                                 | 0:59 |
| 34. | "Speed Seeker (スピードシーカー)"                                                                            | 2:14 |
| 35. | "Chikara no Ouka (力の謳歌)"                                                                                 | 1:15 |
| 36. | "Walburgis (ワルプルギス)"                                                                                   | 2:07 |
| 37. | "Hagane no Kyojin (鋼の巨人)"                                                                                | 1:50 |
| 38. | "Hisou na Ketsui (悲愴な決意)"                                                                               | 1:37 |
| 39. | "Mata Shoukyuushi (また小休止)"                                                                              | 0:08 |
| 40. | "Odayaka na Hibi (穏やかな日々)"                                                                             | 2:05 |
| 41. | "Haibokusha no Nageki (敗北者の嘆き)"                                                                        | 2:15 |
| 42. | "Silent Rain"                                                                                                | 2:15 |
| 43. | "Matamata Shoukyuushi (またまた小休止)"                                                                      | 0:09 |
| 44. | "Hidamari (日だまり)"                                                                                        | 1:41 |
| 45. | "Fes!!" | 1:02 |
| 46. | "Yomatsuri ~Yokoku~ (夜祭り～予告～)"                                                                        | 0:17 |
| 47. | "M☆O☆S☆O Ranbu (TV Size) (Ｍ☆Ｏ☆Ｓ☆Ｏ乱舞(TV Size))"                                                         | 1:31 |
| 48. | "Aoi Enjou Forever With You (TV Size) (蒼いエンジョウ フォーエバウィッズユー(TV Size))"                      | 1:03 |
| 49. | "Miwaku no La Vie en Rose (TV Size) (魅惑のラヴィアンローズ(TV Size))"                                       | 1:03 |
| 50. | "Kimi no Hikoukigumo (TV Size) (きみのひこうき雲(TV Size))"                                                  | 1:41 |
| 51. | "M-O-E-S ~ K-S-K Suru Shoudou (TV Size) (M-O-E-S ～ K-S-Kする衝動(TV Size))"                                 | 1:35 |
| 52. | "Kiseki no Furu Yoru ~ Crystal Christmas (TV Size) (奇跡の降る夜～Crystal Christmas (TV Size))"              | 2:22 |
| 53. | "Pastel (TV Size) (パステル(TV Size))"                                                                       | 1:32 |
| Tổng thời lượng:                                                                                             | Tổng thời lượng:                                                                                             | 1:24:46 |

| TV Anime "Macademi・WAsshoi!" Sounyuuka Series Macademi Kazoe Uta Sono 1 Aoi Enjou Forever With You (TVアニメ「まかでみ・WAっしょい!」挿入歌シリーズ まかでみ数え歌 其の1 蒼いエンジョウ フォーエバーウィッズユー) | TV Anime "Macademi・WAsshoi!" Sounyuuka Series Macademi Kazoe Uta Sono 1 Aoi Enjou Forever With You (TVアニメ「まかでみ・WAっしょい!」挿入歌シリーズ まかでみ数え歌 其の1 蒼いエンジョウ フォーエバーウィッズユー) | TV Anime "Macademi・WAsshoi!" Sounyuuka Series Macademi Kazoe Uta Sono 1 Aoi Enjou Forever With You (TVアニメ「まかでみ・WAっしょい!」挿入歌シリーズ まかでみ数え歌 其の1 蒼いエンジョウ フォーエバーウィッズユー) |
| STT | Nhan đề | Thời lượng |
| --- | --- | --- |
| 1. | "Aoi Enjou Forever With You (蒼いエンジョウ フォーエバウィッズユー)" | 2:58 |
| 2. | "Furenzoku CD Drama Gekijou "Macademi na Hitobito" Sono 1 "Hiru Dora na Hitobito nandesukedo." (不連続ＣＤドラマ劇場『まかでみな人々』其の１「昼ドラな人々なんですけど。」)"                                       | 25:39 |
| 3. | "Free Talk: Metallis to Watakushi (フリートーク：メタリスとわたくし)" | 10:17 |
| 4. | "Oira mo Utaeru! Aoi Enjou Forever With You (Karaoke) (オイラも歌える！蒼いエンジョウ フォーエバウィッズユー（カラオケ）)"                                                                                         | 2:55 |
| Tổng thời lượng: | Tổng thời lượng: | 41:49 |

| TV Anime "Macademi・WAsshoi!" Sounyuuka Series Macademi Kazoe Uta Sono 2 Miwaku no La Vie en Rose (TVアニメ「まかでみ・WAっしょい!」挿入歌シリーズ まかでみ数え歌 其の2 魅惑のラヴィアンローズ) | TV Anime "Macademi・WAsshoi!" Sounyuuka Series Macademi Kazoe Uta Sono 2 Miwaku no La Vie en Rose (TVアニメ「まかでみ・WAっしょい!」挿入歌シリーズ まかでみ数え歌 其の2 魅惑のラヴィアンローズ) | TV Anime "Macademi・WAsshoi!" Sounyuuka Series Macademi Kazoe Uta Sono 2 Miwaku no La Vie en Rose (TVアニメ「まかでみ・WAっしょい!」挿入歌シリーズ まかでみ数え歌 其の2 魅惑のラヴィアンローズ) |
| STT | Nhan đề | Thời lượng |
| --- | --- | --- |
| 1. | "Miwaku no La Vie en Rose (魅惑のラヴィアンローズ)" | 3:35 |
| 2. | "Furenzoku CD Drama Gekijou "Macademi na Hitobito" Sono 2 "LOVE de PEACE na Hitobito nandesukedo." (不連続ＣＤドラマ劇場『まかでみな人々』其の２「ＬＯＶＥでＰＥＡＣＥな人々なんですけど。」)"  | 24:34 |
| 3. | "Free Talk: Takuto to Watakushi (フリートーク：拓人とわたくし)" | 7:41 |
| 4. | "Shittori Utaeru! Miwaku no La Vie en Rose (Karaoke) (しっとり歌える！魅惑のラヴィアンローズ（カラオケ）)"                                                                                      | 3:32 |
| Tổng thời lượng: | Tổng thời lượng: | 39:22 |

| TV Anime "Macademi・WAsshoi!" Sounyuuka Series Macademi Kazoe Uta Sono 3 Kimi no Hikoukigumo (TVアニメ「まかでみ・WAっしょい!」挿入歌シリーズ まかでみ数え歌 其の3 きみのひこうき雲) | TV Anime "Macademi・WAsshoi!" Sounyuuka Series Macademi Kazoe Uta Sono 3 Kimi no Hikoukigumo (TVアニメ「まかでみ・WAっしょい!」挿入歌シリーズ まかでみ数え歌 其の3 きみのひこうき雲) | TV Anime "Macademi・WAsshoi!" Sounyuuka Series Macademi Kazoe Uta Sono 3 Kimi no Hikoukigumo (TVアニメ「まかでみ・WAっしょい!」挿入歌シリーズ まかでみ数え歌 其の3 きみのひこうき雲) |
| STT | Nhan đề | Thời lượng |
| --- | --- | --- |
| 1. | "Kimi no Hikoukigumo (きみのひこうき雲)" | 4:38 |
| 2. | "Furenzoku CD Drama Gekijou "Macademi na Hitobito" Sono 3 "Daikazoku? na Hitobito nandesukedo." (不連続ＣＤドラマ劇場『まかでみな人々』其の３「大家族？な人々なんですけど。」)"      | 22:02 |
| 3. | "Free Talk: Eneus to Watakushi (フリートーク：エーネウスとわたくし)" | 2:49 |
| 4. | "Watashi mo Utaeru! Kimi no Hikoukigumo (Karaoke) (わたしも歌える！きみのひこうき雲（カラオケ）)"                                                                                    | 4:34 |
| Tổng thời lượng: | Tổng thời lượng: | 34:03 |

| TV Anime "Macademi・WAsshoi!" Sounyuuka Series Macademi Kazoe Uta Sono 4 M-O-E-S ~ K-S-K Suru Shoudou (TVアニメ「まかでみ・WAっしょい!」挿入歌シリーズ まかでみ数え歌 其の4 M-O-E-S～K-S-Kする衝動) | TV Anime "Macademi・WAsshoi!" Sounyuuka Series Macademi Kazoe Uta Sono 4 M-O-E-S ~ K-S-K Suru Shoudou (TVアニメ「まかでみ・WAっしょい!」挿入歌シリーズ まかでみ数え歌 其の4 M-O-E-S～K-S-Kする衝動) | TV Anime "Macademi・WAsshoi!" Sounyuuka Series Macademi Kazoe Uta Sono 4 M-O-E-S ~ K-S-K Suru Shoudou (TVアニメ「まかでみ・WAっしょい!」挿入歌シリーズ まかでみ数え歌 其の4 M-O-E-S～K-S-Kする衝動) |
| STT | Nhan đề | Thời lượng |
| --- | --- | --- |
| 1. | "M-O-E-S ~ K-S-K Suru Shoudou (M-O-E-S～K-S-Kする衝動)" | 4:11 |
| 2. | "Furenzoku CD Drama Gekijou "Macademi na Hitobito" Sono 4 "Tadashii Harem na Hitobito nandesukedo." (不連続ＣＤドラマ劇場『まかでみな人々』其の４「正しいハーレムな人々なんですけど。」)"           | 26:56 |
| 3. | "Free Talk: Ataro, Stein, Agaliarept Soshite Watakushi-tachi (フリートーク：榮太郎、シュタイン、アガリアレプトそしてわたくしたち)"                                                                  | 5:50 |
| 4. | "Orera de Utauze! M-O-E-S ~ K-S-K Suru Shoudou (Karaoke) (俺らで歌うぜ！M-O-E-S～K-S-Kする衝動 （カラオケ）)"                                                                                       | 4:11 |
| Tổng thời lượng: | Tổng thời lượng: | 41:08 |

| TV Anime "Macademi・WAsshoi!" Sounyuuka Series Macademi Kazoe Uta Sono 5 Kiseki no Furu Yoru~Crystal Christmas (TVアニメ「まかでみ・WAっしょい!」挿入歌シリーズ まかでみ数え歌 其の5 奇跡の降る夜～Crystal Christmas) | TV Anime "Macademi・WAsshoi!" Sounyuuka Series Macademi Kazoe Uta Sono 5 Kiseki no Furu Yoru~Crystal Christmas (TVアニメ「まかでみ・WAっしょい!」挿入歌シリーズ まかでみ数え歌 其の5 奇跡の降る夜～Crystal Christmas) | TV Anime "Macademi・WAsshoi!" Sounyuuka Series Macademi Kazoe Uta Sono 5 Kiseki no Furu Yoru~Crystal Christmas (TVアニメ「まかでみ・WAっしょい!」挿入歌シリーズ まかでみ数え歌 其の5 奇跡の降る夜～Crystal Christmas) |
| STT | Nhan đề | Thời lượng |
| --- | --- | --- |
| 1. | "Kiseki no Furu Yoru~Crystal Christmas (奇跡の降る夜～Crystal Christmas)" | 4:57 |
| 2. | "Furenzoku CD Drama Gekijou "Macademi na Hitobito" Sono 5 "Christmas na Hitobito nandesukedo." (不連続ＣＤドラマ劇場『まかでみな人々』其の５「クリスマスな人々なんですけど。」)"                                      | 25:51 |
| 3. | "Free Talk: MA・chu・RI, Soshite Watakushi-tachi (フリートーク：ＭＡ・ｃｈｕ・ＲＩ、そしてわたくしたち)" | 7:18 |
| 4. | "Seinaru Yoru ni Utaimasu! Kiseki no Furu Yoru~Crystal Christmas (Karaoke) (聖なる夜に歌います！奇跡の降る夜～Crystal Christmas(カラオケ))"                                                                           | 4:57 |
| Tổng thời lượng: | Tổng thời lượng: | 43:03 |